# Enter Sandman
Enter Sandman is een nummer van de Amerikaanse metalband Metallica. Enter Sandman is het openingsnummer van het album Metallica. Het nummer is geschreven door Kirk Hammett, James Hetfield en Lars Ulrich. De single stond in al hun livealbums en dvd's na 1991.

## Hitnoteringen

### Nederlandse Top 40
| Hitnotering: 24-08-1991 t/m 12-10-1991 | Hitnotering: 24-08-1991 t/m 12-10-1991 | Hitnotering: 24-08-1991 t/m 12-10-1991 | Hitnotering: 24-08-1991 t/m 12-10-1991 | Hitnotering: 24-08-1991 t/m 12-10-1991 | Hitnotering: 24-08-1991 t/m 12-10-1991 | Hitnotering: 24-08-1991 t/m 12-10-1991 | Hitnotering: 24-08-1991 t/m 12-10-1991 | Hitnotering: 24-08-1991 t/m 12-10-1991 | Hitnotering: 24-08-1991 t/m 12-10-1991 |
| Week:                                  | 1                                      | 2                                      | 3                                      | 4                                      | 5                                      | 6                                      | 7                                      | 8                                      |                                        |
| -------------------------------------- | -------------------------------------- | -------------------------------------- | -------------------------------------- | -------------------------------------- | -------------------------------------- | -------------------------------------- | -------------------------------------- | -------------------------------------- | -------------------------------------- |
| Positie:                               | 29                                     | 22                                     | 17                                     | 14                                     | 12                                     | 19                                     | 24                                     | 30                                     | uit                                    |

### NederlandseSingle Top 100
| Hitnotering: 10-08-1991 t/m 09-11-1991 | Hitnotering: 10-08-1991 t/m 09-11-1991 | Hitnotering: 10-08-1991 t/m 09-11-1991 | Hitnotering: 10-08-1991 t/m 09-11-1991 | Hitnotering: 10-08-1991 t/m 09-11-1991 | Hitnotering: 10-08-1991 t/m 09-11-1991 | Hitnotering: 10-08-1991 t/m 09-11-1991 | Hitnotering: 10-08-1991 t/m 09-11-1991 | Hitnotering: 10-08-1991 t/m 09-11-1991 | Hitnotering: 10-08-1991 t/m 09-11-1991 | Hitnotering: 10-08-1991 t/m 09-11-1991 | Hitnotering: 10-08-1991 t/m 09-11-1991 | Hitnotering: 10-08-1991 t/m 09-11-1991 | Hitnotering: 10-08-1991 t/m 09-11-1991 | Hitnotering: 10-08-1991 t/m 09-11-1991 | Hitnotering: 10-08-1991 t/m 09-11-1991 |
| Week:                                  | 1                                      | 2                                      | 3                                      | 4                                      | 5                                      | 6                                      | 7                                      | 8                                      | 9                                      | 10                                     | 11                                     | 12                                     | 13                                     | 14                                     |                                        |
| -------------------------------------- | -------------------------------------- | -------------------------------------- | -------------------------------------- | -------------------------------------- | -------------------------------------- | -------------------------------------- | -------------------------------------- | -------------------------------------- | -------------------------------------- | -------------------------------------- | -------------------------------------- | -------------------------------------- | -------------------------------------- | -------------------------------------- | -------------------------------------- |
| Positie:                               | 99                                     | 79                                     | 52                                     | 25                                     | 17                                     | 11                                     | 10                                     | 10                                     | 17                                     | 24                                     | 30                                     | 48                                     | 69                                     | 99                                     | uit                                    |

### NPO Radio 2 Top 2000
| Nummer met noteringen in de NPO Radio 2 Top 2000 | '09 | '10 | '11 | '12 | '13 | '14 | '15 | '16 | '17 | '18 | '19 | '20 | '21 | '22 | '23 | '24 |
| ------------------------------------------------ | --- | --- | --- | --- | --- | --- | --- | --- | --- | --- | --- | --- | --- | --- | --- | --- |
| Enter Sandman                                    | 144 | 176 | 137 | 89  | 67  | 79  | 81  | 62  | 63  | 72  | 64  | 68  | 51  | 42  | 49  | 58  |

1. ↑  Een vetgedrukt getal geeft de hoogste notering aan.
2. ↑  2009 was het eerste jaar met een notering voor dit nummer.

## Trivia
- Enter Sandman was het openingsnummer op het wereldwijd rechtstreeks uitgezonden Freddie Mercury Tribute Concert op 20 april 1992.
- Enter Sandman werd in 1997 gecoverd door Pat Boone op zijn album Pat Boone in a metal mood, No More Mr. Nice Guy. Hoewel het album redelijk ontvangen werd, werd Enter Sandman als de slechtste cover van Metallica ooit gezien.